# Csanád, Arad és Torontál
Csanád, Arad és Torontál est un ancien comitat de Hongrie créée lors des arbitrages de Vienne.